# Llista de monuments del Raval
Llista de monuments del Raval de Barcelona (districte de Ciutat Vella) inclosos en l'Inventari del Patrimoni Arquitectònic Català i en el Catàleg de Patrimoni de Barcelona (nivells A, B i E1).

## Monuments patrimoni de la humanitat
| Monument    | Protecció     | Estil/època                 | Localització                       | Coordenades                                        | Codi?         | Imatge                                                                                                  |
| ----------- | ------------- | --------------------------- | ---------------------------------- | -------------------------------------------------- | ------------- | --- |
| Palau Güell | BCIN 36-MH-EN | Modernisme Antoni Gaudí XIX | Barcelona c. Nou de la Rambla, 3-5 | 41° 22′ 44″ N, 2° 10′ 27″ E / 41.37889°N,2.17417°E | RI-51-0003821 | Palau Güell (Barcelona) · Vegeu més fotos d'aquest monument · Carregueu una nova foto d'aquest monument |

## Monuments d'interès nacional
Monuments inscrits en el Registre de Béns Culturals d'Interès Nacional (BCIN) amb la classificació de monuments històrics per ser una construcció o altra obra material produïda per l'activitat humana que configura una unitat singular de les més rellevants del patrimoni cultural català.
| Monument                                                                       | Protecció       | Estil/època                                                               | Localització                                         | Coordenades                                          | Codi?         | Imatge |
| ------------------------------------------------------------------------------ | --------------- | ------------------------------------------------------------------------- | ---------------------------------------------------- | ---------------------------------------------------- | ------------- | --- |
| Monestir de Sant Pau del Camp                                                  | BCIN 20-MH      | Romànic XII-XIII                                                          | Barcelona C. de Sant Pau, 99                         | 41° 22′ 35″ N, 2° 10′ 10″ E / 41.37639°N,2.16944°E   | RI-51-0000025 | Monestir de Sant Pau del Camp (Barcelona) · Vegeu més fotos d'aquest monument · Carregueu una nova foto d'aquest monument               |
| Reials Drassanes                                                               | BCIN 28-MH      | Gòtic XIII-XIV, XVII-XVIII                                                | Barcelona Pl. del Portal de la Pau                   | 41° 22′ 30″ N, 2° 10′ 35″ E / 41.375028°N,2.176369°E | RI-53-0000203 | Reials Drassanes (Barcelona) · Vegeu més fotos d'aquest monument · Carregueu una nova foto d'aquest monument                            |
| Antic Hospital de la Santa Creu                                                | BCIN 29-MH      | Gòtic, renaixement, barroc XV-XVI, XVII                                   | Barcelona C. de l'Hospital, 56 - c. del Carme, 47-49 | 41° 22′ 52″ N, 2° 10′ 12″ E / 41.38111°N,2.17°E      | RI-51-0000419 | Antic Hospital de la Santa Creu (Barcelona) · Vegeu més fotos d'aquest monument · Carregueu una nova foto d'aquest monument             |
| Convent de Santa Mònica                                                        | BCIN 30-MH-EN   | Barroc XVII                                                               | Barcelona La Rambla, 7-9                             | 41° 22′ 39″ N, 2° 10′ 33″ E / 41.377410°N,2.17583°E  | RI-51-0005087 | Convent de Santa Mònica (Barcelona) · Vegeu més fotos d'aquest monument · Carregueu una nova foto d'aquest monument                     |
| Reial Acadèmia de Medicina, Col·legi de Cirurgia                               | BCIN 31-MH      | Neoclassicisme, rococó XVIII                                              | Barcelona C. del Carme, 47                           | 41° 22′ 54″ N, 2° 10′ 10″ E / 41.38167°N,2.16944°E   | RI-51-0001228 | Reial Acadèmia de Medicina (Barcelona) · Vegeu més fotos d'aquest monument · Carregueu una nova foto d'aquest monument                  |
| Palau de la Virreina                                                           | BCIN 32-MH-EN   | Neoclassicisme, rococó XVIII                                              | Barcelona La Rambla, 99                              | 41° 22′ 57″ N, 2° 10′ 18″ E / 41.3825°N,2.17167°E    | RI-51-0001104 | Palau de la Virreina (Barcelona) · Vegeu més fotos d'aquest monument · Carregueu una nova foto d'aquest monument                        |
| Convent dels Àngels                                                            | BCIN 291-MH-EN  | Gòtic tardà XVI                                                           | Barcelona C. dels Àngels                             | 41° 22′ 57″ N, 2° 10′ 03″ E / 41.38254°N,2.16758°E   | RI-51-0007141 | Convent dels Àngels (Barcelona) · Vegeu més fotos d'aquest monument · Carregueu una nova foto d'aquest monument                         |
| Teatre del Liceu                                                               | BCIN 294-MH-EN  | Neoclassicisme-romàntic XIX                                               | Barcelona Rambla, 61-65                              | 41° 22′ 49″ N, 2° 10′ 25″ E / 41.38028°N,2.17361°E   | RI-51-0011589 | Teatre del Liceu (Barcelona) · Vegeu més fotos d'aquest monument · Carregueu una nova foto d'aquest monument                            |
| Dispensari Antituberculós                                                      | BCIN 1878-MH-EN | Racionalisme Josep L. Sert, Joan B. Subirana, Josep Torres XX (1930-1939) | Barcelona Passatge Sant Bernat, 10                   | 41° 23′ 04″ N, 2° 09′ 54″ E / 41.384352°N,2.165047°E | RI-51-0007010 | Dispensari Antituberculós (Barcelona) · Vegeu més fotos d'aquest monument · Carregueu una nova foto d'aquest monument                   |
| Església de Betlem                                                             | BCIN 1959-MH-EN | Barroc XVIII                                                              | Barcelona La Rambla - c. del Carme                   | 41° 22′ 59″ N, 2° 10′ 17″ E / 41.38309°N,2.17125°E   | RI-51-0009736 | Església de Betlem (Barcelona) · Vegeu més fotos d'aquest monument · Carregueu una nova foto d'aquest monument                          |
| Muralles medievals i estructures associades                                    | BCIN 4207-MH    | XIII, XIV, XV                                                             | Barcelona                                            | 41° 22′ 29″ N, 2° 10′ 30″ E / 41.374856°N,2.175041°E | IPA-40113     | Muralles medievals i estructures associades (Barcelona) · Vegeu més fotos d'aquest monument · Carregueu una nova foto d'aquest monument |
| Edifici de la Reial Acadèmia de Ciències i Arts de Barcelona, Teatre Poliorama | BCIN 4274-MH-EN | Eclecticisme Josep Domènech i Estapà XIX (1883)                           | Barcelona Rambla, 115                                | 41° 23′ 03″ N, 2° 10′ 15″ E / 41.384218°N,2.170726°E | IPA-40501     | Reial Acadèmia de Ciències i Arts (Barcelona) · Vegeu més fotos d'aquest monument · Carregueu una nova foto d'aquest monument           |

## Monuments d'Interès Local
Monuments inclosos en el Catàleg de Patrimoni Arquitectònic de Barcelona amb el nivell de protecció B, declarats com Béns Culturals d'Interès Local (BCIL).
| Monument                                                                            | Protecció | Estil/època | Localització                                                                | Coordenades                                          | Codi?     | Imatge |
| ----------------------------------------------------------------------------------- | --------- | --- | --------------------------------------------------------------------------- | ---------------------------------------------------- | --------- | --- |
| Escola Milà i Fontanals, IES Miquel Taradell                                        | BCIL 2000 | Noucentisme Josep Goday i Casals 1921-31 | Barcelona C. Àngels, 1 bis - c. Carme - c. Peu de la Creu - pl. Joan Amades | 41° 22′ 55″ N, 2° 10′ 07″ E / 41.381828°N,2.168551°E | IPA-40292 | Escola Milà i Fontanals (Barcelona) · Vegeu més fotos d'aquest monument · Carregueu una nova foto d'aquest monument                        |
| Capella dels Infants Orfes                                                          | BCIL 2000 | Renaixement, barroc 1680; 1785 | Barcelona C. Elisabets, 24 - pl. Àngels, 1-3                                | 41° 22′ 59″ N, 2° 10′ 04″ E / 41.382960°N,2.167915°E | IPA-40293 | Capella dels Infants Orfes (Barcelona) · Vegeu més fotos d'aquest monument · Carregueu una nova foto d'aquest monument                     |
| Parròquia de la Mare de Déu del Carme, Església del Carme                           | BCIL 2000 | Modernisme Josep Maria Pericas i Morros 1910-13; 1923-30 | Barcelona C. Bisbe Laguarda, 1b - c. Sant Antoni Abat                       | 41° 22′ 46″ N, 2° 09′ 55″ E / 41.379448°N,2.165325°E | IPA-40318 | Parròquia de la Mare de Déu del Carme (Barcelona) · Vegeu més fotos d'aquest monument · Carregueu una nova foto d'aquest monument          |
| Restes del convent del Bonsuccés, seu del districte de Ciutat Vella                 | BCIL 2000 | Barroc Primera meitat segle XVII | Barcelona Pl. Bonsuccés, 3 - pl. Vicenç Martorell - c. Ramelleres           | 41° 23′ 02″ N, 2° 10′ 10″ E / 41.383872°N,2.169430°E | IPA-40320 | Restes del convent del Bonsuccés (Barcelona) · Vegeu més fotos d'aquest monument · Carregueu una nova foto d'aquest monument               |
| Casa Epifani de Fortuny                                                             | BCIL 2000 | Neoclassicisme Segon terç segle XIX | Barcelona C. Carme, 23 - ptge. Virreina, 6                                  | 41° 22′ 57″ N, 2° 10′ 14″ E / 41.382399°N,2.170526°E | IPA-40330 | Casa Epifani de Fortuny (Barcelona) · Vegeu més fotos d'aquest monument · Carregueu una nova foto d'aquest monument                        |
| Antiga Farmàcia Comabella (Farmàcia Mas i Docampo)                                  | BCIL 2016 | Modernisme XIX, XX | Barcelona C. Carme, 23                                                      | 41° 22′ 57″ N, 2° 10′ 14″ E / 41.38240°N,2.17053°E   | IPA-43062 | Antiga Farmàcia Comabella (Barcelona) · Vegeu més fotos d'aquest monument · Carregueu una nova foto d'aquest monument                      |
| Casa Lluís Papiol, Casa Torrents i Passatge 1800                                    | BCIL 2000 | Barroc, rococó Felip Ubach Segona meitat segle XVIII; 1861; posterior a 1931 | Barcelona C. Carme, 31 - pl. Gardunya, 3-4                                  | 41° 22′ 56″ N, 2° 10′ 13″ E / 41.382206°N,2.170153°E | IPA-40331 | Casa Lluís Papiol (Barcelona) · Vegeu més fotos d'aquest monument · Carregueu una nova foto d'aquest monument                              |
| Parròquia de Sant Pere Nolasc, antiga església de Sant Sever i Sant Carles Borromeu | BCIL 2000 | Barroc 1710-46 | Barcelona Pl. Castella, 5 - c. Torres i Amat, 17                            | 41° 23′ 06″ N, 2° 09′ 55″ E / 41.384905°N,2.165387°E | IPA-40336 | Parròquia de Sant Pere Nolasc (Barcelona) · Vegeu més fotos d'aquest monument · Carregueu una nova foto d'aquest monument                  |
| Conjunt de la Casa de la Misericòrdia                                               | BCIL 2000 | Renaixement, historicisme 1583; 1587; 1693 | Barcelona C. Elisabets, 6-14 - c. Ramelleres - pl. Vicenç Martorell         | 41° 23′ 01″ N, 2° 10′ 07″ E / 41.383588°N,2.168544°E | IPA-40376 | Conjunt de la Casa de la Misericòrdia (Barcelona) · Vegeu més fotos d'aquest monument · Carregueu una nova foto d'aquest monument          |
| Habitatge al carrer Hospital, 10                                                    | BCIL 2000 | Neoclassicisme-romàntic Mitjan segle XIX | Barcelona C. Hospital, 10                                                   | 41° 22′ 52″ N, 2° 10′ 21″ E / 41.381132°N,2.172605°E | IPA-40406 | Habitatge al carrer Hospital, 10 (Barcelona) · Vegeu més fotos d'aquest monument · Carregueu una nova foto d'aquest monument               |
| Casa Josep Gené                                                                     | BCIL 2000 | Eclecticisme Josep Fontserè i Domènech 1848 | Barcelona C. Hospital, 83 - c. Robadors                                     | 41° 22′ 49″ N, 2° 10′ 12″ E / 41.380325°N,2.170122°E | IPA-40407 | Casa Josep Gené (Barcelona) · Vegeu més fotos d'aquest monument · Carregueu una nova foto d'aquest monument                                |
| Casa Bernardí Martorell                                                             | BCIL 2000 | Neoclassicisme-romàntic 1849 | Barcelona C. Hospital, 99 - C. Sant Rafael, 18-20, Ptge. Bernardí Martorell | 41° 22′ 48″ N, 2° 10′ 09″ E / 41.380035°N,2.169095°E | IPA-40408 | Casa Bernardí Martorell (Barcelona) · Vegeu més fotos d'aquest monument · Carregueu una nova foto d'aquest monument                        |
| Antiga Capella de Sant Llàtzer                                                      | BCIL 2000 | Romànic, barroc Segle XII, XV, XVII | Barcelona Pl. Pedró, 2c - c. Hospital                                       | 41° 22′ 47″ N, 2° 09′ 59″ E / 41.379595°N,2.166304°E | IPA-40447 | Antiga Capella de Sant Llàtzer (Barcelona) · Vegeu més fotos d'aquest monument · Carregueu una nova foto d'aquest monument                 |
| Teatre Principal, Teatre de la Santa Creu, Cúpula Venus, Principal Palace           | BCIL 2000 | Neoclassicisme-academicisme Francesc Daniel Molina Final segle XVIII; 1840-1847 | Barcelona Rambla, 27-29 - c. Arc del Teatre, 2 - c. Lancaster, 13-19        | 41° 22′ 43″ N, 2° 10′ 31″ E / 41.378688°N,2.175265°E | IPA-40453 | Teatre Principal (Barcelona) · Vegeu més fotos d'aquest monument · Carregueu una nova foto d'aquest monument                               |
| Església de Sant Agustí Nou                                                         | BCIL 2000 | Barroc Pere Bertran 1728, 1839, 1860-1864 | Barcelona Pl. Sant Agustí, 2 - c. Arc de Sant Agustí, 2-8                   | 41° 22′ 50″ N, 2° 10′ 19″ E / 41.380484°N,2.171841°E | IPA-40462 | Església de Sant Agustí Nou (Barcelona) · Vegeu més fotos d'aquest monument · Carregueu una nova foto d'aquest monument                    |
| Conjunt de la plaça de Sant Josep, Mercat de la Boqueria, Mercat de Sant Josep      | BCIL 2000 | Neoclassicisme, arquitectura del ferro, modernisme XIX Mitjan | Barcelona Pl. Sant Josep                                                    | 41° 22′ 55″ N, 2° 10′ 19″ E / 41.38186°N,2.171844°E  | IPA-40469 | Conjunt de la plaça de Sant Josep (Barcelona) · Vegeu més fotos d'aquest monument · Carregueu una nova foto d'aquest monument              |
| Fonda España, actual Hotel España                                                   | BCIL 2000 | Eclecticisme, modernisme Lluís Domènech i Montaner 1902-03 | Barcelona C. Sant Pau, 9-11                                                 | 41° 22′ 49″ N, 2° 10′ 23″ E / 41.380213°N,2.172933°E | IPA-40471 | Fonda España (Barcelona) · Vegeu més fotos d'aquest monument · Carregueu una nova foto d'aquest monument                                   |
| Casa Francesc Piña                                                                  | BCIL 2000 | Neoclassicisme-romàntic, modernisme Josep Fontserè i Domènech 1850 | Barcelona Rambla, 105 - c. Carme, 1                                         | 41° 22′ 58″ N, 2° 10′ 17″ E / 41.382843°N,2.171516°E | IPA-40488 | Casa Francesc Piña (Barcelona) · Vegeu més fotos d'aquest monument · Carregueu una nova foto d'aquest monument                             |
| Casa de la Caritat, Centre de Cultura Contemporània de Barcelona                    | BCIL 2000 | Barroc, neoclassicisme, noucentisme, darreres tendències August Font i Carreras; Josep Goday i Casals; Albert Viaplana, Helio Piñon i Ricard Mercadé XVI, 1736-1749, 1855-1860; 1912; 1991-1993 | Barcelona C. Montalegre, 5-9 - c. Valldonzella, 13-21                       | 41° 23′ 03″ N, 2° 09′ 59″ E / 41.384222°N,2.166408°E | IPA-40494 | Casa de la Caritat (Barcelona) · Vegeu més fotos d'aquest monument · Carregueu una nova foto d'aquest monument                             |
| Hotel Orient, Gran Fonda d'Orient, antic Col·legi de Sant Bonaventura               | BCIL 2000 | Eclecticisme Eduard Fontseré Mestres 1652-70; 1881 | Barcelona Rambla, 45-47 - c. Unió, 3-5                                      | 41° 22′ 47″ N, 2° 10′ 27″ E / 41.379797°N,2.174198°E | IPA-40499 | Hotel Orient (Barcelona) · Vegeu més fotos d'aquest monument · Carregueu una nova foto d'aquest monument                                   |
| Companyia de Tabacs de Filipines                                                    | BCIL 2000 | Academicisme Josep Oriol Mestres; Josep M. Sagnier i Vidal i Josep M. Rivas 1880; 1929 | Barcelona Rambla, 109 - c. Pintor Fortuny, 1-3 - c. Xuclà, 8                | 41° 23′ 01″ N, 2° 10′ 16″ E / 41.383580°N,2.171110°E | IPA-40502 | Companyia de Tabacs de Filipines (Barcelona) · Vegeu més fotos d'aquest monument · Carregueu una nova foto d'aquest monument               |
| Font de Santa Eulàlia                                                               | BCIL 2000 | Barroc Miquel Colomer, Jaume Arnaudies, Lluís Bonifaç el Vell; Frederic Marés 1687; 1952 | Barcelona Pl. Pedró                                                         | 41° 22′ 46″ N, 2° 09′ 58″ E / 41.379475°N,2.166100°E | IPA-41199 | Font de Santa Eulàlia (Barcelona) · Vegeu més fotos d'aquest monument · Carregueu una nova foto d'aquest monument                          |
| Casa Ramon de Martí i magatzems El Indio                                            | BCIL 2000 | Obra popular, modernisme Pau Jambrú i Badia 1861 | Barcelona C. Carme, 24 - c. Montjuïc del Carme                              | 41° 22′ 57″ N, 2° 10′ 13″ E / 41.382392°N,2.170392°E | IPA-41165 | Casa Ramon de Martí (Barcelona) · Vegeu més fotos d'aquest monument · Carregueu una nova foto d'aquest monument                            |
| Casa Doctor Genové                                                                  | BCIL 2000 | Modernisme Enric Sagnier i Villavecchia 1911 | Barcelona Rambla, 77                                                        | 41° 22′ 53″ N, 2° 10′ 22″ E / 41.381423°N,2.172794°E | IPA-41204 | Casa Doctor Genové (Barcelona) · Vegeu més fotos d'aquest monument · Carregueu una nova foto d'aquest monument                             |
| Habitatge a la Rambla, 83                                                           | BCIL 2000 | Obra popular 1840, aprox. | Barcelona Rambla, 83 - c. Petxina, 1                                        | 41° 22′ 54″ N, 2° 10′ 22″ E / 41.381550°N,2.172685°E | IPA-41205 | Habitatge a la Rambla, 83 (Barcelona) · Vegeu més fotos d'aquest monument · Carregueu una nova foto d'aquest monument                      |
| Antiga Casa Figueras                                                                | BCIL 2016 | Modernisme Antoni Ros Güell 1902 | Barcelona Rambla, 83 - c. Petxina, 1                                        | 41° 22′ 54″ N, 2° 10′ 22″ E / 41.38155°N,2.17269°E   | IPA-43058 | Antiga Casa Figueras (Barcelona) · Vegeu més fotos d'aquest monument · Carregueu una nova foto d'aquest monument                           |
| Casa de la Generalitat                                                              | BCIL 2000 | Gòtic 1583 | Barcelona C. Sant Antoni Abat, 54                                           | 41° 22′ 44″ N, 2° 09′ 49″ E / 41.378875°N,2.163673°E | IPA-41212 | Casa de la Generalitat (Barcelona) · Vegeu més fotos d'aquest monument · Carregueu una nova foto d'aquest monument                         |
| Porxo de l'antiga Església de Sant Antoni Abat                                      | BCIL 2000 | Gòtic Segle XV | Barcelona C. Sant Antoni Abat, 61-63                                        | 41° 22′ 44″ N, 2° 09′ 50″ E / 41.378866°N,2.163807°E | IPA-41213 | Porxo de l'antiga Església de Sant Antoni Abat (Barcelona) · Vegeu més fotos d'aquest monument · Carregueu una nova foto d'aquest monument |
| Edifici de la Duana                                                                 | BCIL 2000 | Eclecticisme Enric Sagnier i Villavecchia, Pere Garcia i Faria 1896-1902 | Barcelona Pg. Josep Carner, 27-29 - moll Drassanes                          | 41° 22′ 29″ N, 2° 10′ 38″ E / 41.374835°N,2.177261°E | IPA-41322 | Edifici de la Duana (Barcelona) · Vegeu més fotos d'aquest monument · Carregueu una nova foto d'aquest monument                            |
| Antic Hostal del Carme                                                              | BCIL 2000 | Obra popular Segle XV, XVIII | Barcelona Pl. Pedró, 8                                                      | 41° 22′ 47″ N, 2° 09′ 58″ E / 41.379610°N,2.166049°E | IPA-42580 | Antic Hostal del Carme (Barcelona) · Vegeu més fotos d'aquest monument · Carregueu una nova foto d'aquest monument                         |
| Antics Magatzems El Siglo                                                           | BCIL 2000 | Art-déco Agustín Mas 1913 | Barcelona C. Pelai, 54 - c. Tallers, 18-20                                  | 41° 23′ 08″ N, 2° 10′ 08″ E / 41.385461°N,2.168961°E | IPA-42581 | Antics Magatzems El Siglo (Barcelona) · Vegeu més fotos d'aquest monument · Carregueu una nova foto d'aquest monument                      |
| Casa Erasme de Gònima                                                               | BCIL 2000 | Academicisme Joan Soler i Mestres (reforma) Mitjan segle XVIII; 1847-65 | Barcelona C. Carme, 106                                                     | 41° 22′ 48″ N, 2° 10′ 00″ E / 41.380041°N,2.166688°E | IPA-42582 | Casa Erasme de Gònima (Barcelona) · Vegeu més fotos d'aquest monument · Carregueu una nova foto d'aquest monument                          |
| Casa Magarola                                                                       | BCIL 2000 | Neoclassicisme Segle XVIII | Barcelona C. Tallers, 22                                                    | 41° 23′ 05″ N, 2° 10′ 08″ E / 41.384858°N,2.168782°E | IPA-42583 | Casa Magarola (Barcelona) · Vegeu més fotos d'aquest monument · Carregueu una nova foto d'aquest monument                                  |
| Casa Marcelino Luis Oriol                                                           | BCIL 2000 | Eclecticisme Ramon Soriano i Tombas 1876 | Barcelona C. Doctor Dou, 4 - c. Pintor Fortuny                              | 41° 22′ 57″ N, 2° 10′ 09″ E / 41.382384°N,2.169142°E | IPA-42584 | Casa Marcelino Luis Oriol (Barcelona) · Vegeu més fotos d'aquest monument · Carregueu una nova foto d'aquest monument                      |
| Casa Xuriguer                                                                       | BCIL 2000 | Neoclassicisme-romàntic Francesc Daniel Molina i Casamajó Mitjan segle XIX | Barcelona Rambla, 25 - c. Arc del Teatre, 1                                 | 41° 22′ 42″ N, 2° 10′ 32″ E / 41.378431°N,2.175429°E | IPA-42587 | Casa Xuriguer (Barcelona) · Vegeu més fotos d'aquest monument · Carregueu una nova foto d'aquest monument                                  |
| Claustre del Col·legi de Sant Angelo                                                | BCIL 2000 | Neoclassicisme Narcís Serra 1786-90 | Barcelona La Rambla, 43 - c. Penedides, 9                                   | 41° 22′ 46″ N, 2° 10′ 27″ E / 41.379458°N,2.174230°E | IPA-42588 | Claustre del Col·legi de Sant Angelo (Barcelona) · Vegeu més fotos d'aquest monument · Carregueu una nova foto d'aquest monument           |
| Col·legi Notarial de Barcelona                                                      | BCIL 2000 | Notariat 2: Eclecticisme Joan Ferxe i Vilargaga, Enric Sagnier i Villavecchia Notariat 4: Neoclassicisme Leandre Albareda i Petit, Enric Sagnier i Villavecchia 1879-1882; 1926-1929            | Barcelona C. Notariat, 2-4 - ptge. Elisabets, 10 - c. Pintor Fortuny, 20    | 41° 22′ 58″ N, 2° 10′ 10″ E / 41.382790°N,2.169356°E | IPA-42589 | Col·legi Notarial de Barcelona (Barcelona) · Vegeu més fotos d'aquest monument · Carregueu una nova foto d'aquest monument                 |
| Habitatge al carrer Hospital, 97                                                    | BCIL 2000 | Barroc 1786 | Barcelona C. Hospital, 97                                                   | 41° 22′ 48″ N, 2° 10′ 10″ E / 41.380113°N,2.169345°E | IPA-42591 | Habitatge al carrer Hospital, 97 (Barcelona) · Vegeu més fotos d'aquest monument · Carregueu una nova foto d'aquest monument               |
| Habitatge al carrer Tallers, 11                                                     | BCIL 2000 | Neoclassicisme-romàntic 1850, aprox. | Barcelona C. Tallers, 11 - c. Sitges                                        | 41° 23′ 05″ N, 2° 10′ 11″ E / 41.384728°N,2.169692°E | IPA-42592 | Habitatge al carrer Tallers, 11 (Barcelona) · Vegeu més fotos d'aquest monument · Carregueu una nova foto d'aquest monument                |
| Habitatge al carrer Tallers, 45                                                     | BCIL 2000 | Neoclassicisme-romàntic Inici segle XIX | Barcelona C. Tallers, 45                                                    | 41° 23′ 05″ N, 2° 10′ 05″ E / 41.384851°N,2.168002°E | IPA-42593 | Habitatge al carrer Tallers, 45 (Barcelona) · Vegeu més fotos d'aquest monument · Carregueu una nova foto d'aquest monument                |
| Habitatge a la Rambla, 129                                                          | BCIL 2000 | Barroc Meitat segle XIX | Barcelona Rambla, 129                                                       | 41° 23′ 06″ N, 2° 10′ 12″ E / 41.385022°N,2.170069°E | IPA-42594 | Habitatge a la Rambla, 129 (Barcelona) · Vegeu més fotos d'aquest monument · Carregueu una nova foto d'aquest monument                     |
| Grup Escolar Collaso i Gil                                                          | BCIL 2000 | Racionalisme Josep Goday i Casals 1932-35 | Barcelona C. Sant Pau, 99-101 - c. Abat Safont                              | 41° 22′ 34″ N, 2° 10′ 09″ E / 41.375986°N,2.16907°E  | IPA-42595 | Grup Escolar Collaso i Gil (Barcelona) · Vegeu més fotos d'aquest monument · Carregueu una nova foto d'aquest monument                     |
| Hotel Lloret                                                                        | BCIL 2000 | Academicisme 1851 | Barcelona Rambla, 125 - c. Tallers, 2                                       | 41° 23′ 05″ N, 2° 10′ 13″ E / 41.384794°N,2.170340°E | IPA-42596 | Hotel Lloret (Barcelona) · Vegeu més fotos d'aquest monument · Carregueu una nova foto d'aquest monument                                   |
| Teatre Romea                                                                        | BCIL 2000 | Eclecticisme 1863; 1913 | Barcelona C. Hospital, 51 - c. Junta de Comerç                              | 41° 22′ 50″ N, 2° 10′ 16″ E / 41.380616°N,2.171089°E | IPA-42597 | Teatre Romea (Barcelona) · Vegeu més fotos d'aquest monument · Carregueu una nova foto d'aquest monument                                   |
| Casa Beethoven, Casa Laguardia                                                      | BCIL 2016 | XIX | Barcelona Rambla, 97                                                        | 41° 22′ 57″ N, 2° 10′ 19″ E / 41.382374°N,2.171839°E | IPA-42865 | Casa Beethoven (Barcelona) · Vegeu més fotos d'aquest monument · Carregueu una nova foto d'aquest monument                                 |
| Casa Almirall                                                                       | BCIL 2016 | Modernisme XIX | Barcelona C. Joaquín Costa, 33 - c. Ferlandina, 14                          | 41° 22′ 56″ N, 2° 09′ 57″ E / 41.382349°N,2.165937°E | IPA-43044 | Casa Almirall (Barcelona) · Vegeu més fotos d'aquest monument · Carregueu una nova foto d'aquest monument                                  |
| London Bar                                                                          | BCIL 2016 | Modernisme XIX | Barcelona C. Nou de la Rambla, 34                                           | 41° 22′ 41″ N, 2° 10′ 23″ E / 41.378109°N,2.173176°E | IPA-43055 | London Bar (Barcelona) · Vegeu més fotos d'aquest monument · Carregueu una nova foto d'aquest monument                                     |
| Pastisseria Pujol                                                                   | BCIL 2016 | XX | Barcelona C. Nou de la Rambla, 32                                           | 41° 22′ 41″ N, 2° 10′ 24″ E / 41.378161°N,2.173229°E | IPA-43057 | Pastisseria Pujol (Barcelona) · Vegeu més fotos d'aquest monument · Carregueu una nova foto d'aquest monument                              |
| La Confiteria                                                                       | BCIL 2016 | Modernisme XX | Barcelona C. Sant Pau, 128 - rda. Sant Pau, 2                               | 41° 22′ 32″ N, 2° 10′ 05″ E / 41.375479°N,2.167924°E | IPA-43401 | La Confiteria (Barcelona) · Vegeu més fotos d'aquest monument · Carregueu una nova foto d'aquest monument                                  |
| Casa Fradera                                                                        | BCIL 2000 | Pere Casany Final segle XVIII; 1864 | Barcelona Rambla, 39 - c. Nou de la Rambla, 1-1 bis                         | 41° 22′ 45″ N, 2° 10′ 29″ E / 41.379305°N,2.174614°E | IPA-52209 | Casa Fradera (Barcelona) · Vegeu més fotos d'aquest monument · Carregueu una nova foto d'aquest monument                                   |
| Casa Jacint Compte                                                                  | BCIL 2000 | Romàntic Antoni Valls i Galí 1846 | Barcelona C. Carme, 25                                                      | 41° 22′ 57″ N, 2° 10′ 14″ E / 41.382378°N,2.170487°E | IPA-52264 | Casa Jacint Compte (Barcelona) · Vegeu més fotos d'aquest monument · Carregueu una nova foto d'aquest monument                             |
| Casa Josep Vintró                                                                   | BCIL 2000 | Romàntic Antoni Valls i Galí 1853 | Barcelona Ptge. Virreina, 8                                                 | 41° 22′ 55″ N, 2° 10′ 15″ E / 41.382049°N,2.170785°E | IPA-52478 | Casa Josep Vintró (Barcelona) · Vegeu més fotos d'aquest monument · Carregueu una nova foto d'aquest monument                              |
| Casa Pau Vilaregut                                                                  | BCIL 2000 | Neoclàssic Antoni Valls i Galí 1853 | Barcelona C. Carme, 30-32                                                   | 41° 22′ 56″ N, 2° 10′ 13″ E / 41.382285°N,2.170158°E | IPA-52266 | Casa Pau Vilaregut (Barcelona) · Vegeu més fotos d'aquest monument · Carregueu una nova foto d'aquest monument                             |
| Casa Antonio Monasterio                                                             | BCIL 2000 | Neoclassicisme Oleguer Vilageliu i Castells 1850 | Barcelona C. Carme, 59 - c. Roig                                            | 41° 22′ 52″ N, 2° 10′ 06″ E / 41.381092°N,2.168268°E | IPA-52268 | Casa Antonio Monasterio (Barcelona) · Vegeu més fotos d'aquest monument · Carregueu una nova foto d'aquest monument                        |
| Casa-fàbrica Alabau                                                                 | BCIL 2000 | Segle XVIII | Barcelona C. Botella, 16                                                    | 41° 22′ 44″ N, 2° 09′ 57″ E / 41.378912°N,2.165835°E | IPA-52270 | Casa-fàbrica Alabau (Barcelona) · Vegeu més fotos d'aquest monument · Carregueu una nova foto d'aquest monument                            |
| Edifici d'habitatges c. Hospital, 74                                                | BCIL 2000 | Segle XVIII | Barcelona C. Hospital, 74 - c. Roig                                         | 41° 22′ 48″ N, 2° 10′ 09″ E / 41.380132°N,2.169173°E | IPA-52293 | Edifici d'habitatges c. Hospital, 74 (Barcelona) · Vegeu més fotos d'aquest monument · Carregueu una nova foto d'aquest monument           |
| Edifici d'habitatges c. Joaquim Costa, 19                                           | BCIL 2000 | 1857 | Barcelona C. Joaquim Costa, 19                                              | 41° 22′ 55″ N, 2° 10′ 00″ E / 41.381843°N,2.166555°E | IPA-52324 | Edifici d'habitatges c. Joaquim Costa, 19 (Barcelona) · Vegeu més fotos d'aquest monument · Carregueu una nova foto d'aquest monument      |
| Edifici d'habitatges Rambla, 17                                                     | BCIL 2000 | Mitjan segle XIX | Barcelona Rambla, 17                                                        | 41° 22′ 41″ N, 2° 10′ 32″ E / 41.378085°N,2.175644°E | IPA-52440 | Edifici d'habitatges Rambla, 17 (Barcelona) · Vegeu més fotos d'aquest monument · Carregueu una nova foto d'aquest monument                |
| Edifici d'habitatges ptge. Virreina, 5                                              | BCIL 2000 | Mitjan segle XIX | Barcelona Ptge. Virreina, 5 - pl. Sant Josep                                | 41° 22′ 55″ N, 2° 10′ 15″ E / 41.382050°N,2.170857°E | IPA-52476 | Edifici d'habitatges ptge. Virreina, 5 (Barcelona) · Vegeu més fotos d'aquest monument · Carregueu una nova foto d'aquest monument         |
| Casa-fàbrica Ribes i Aimar                                                          | BCIL 2000 | Obra popular Finals segle xviii - mitjan segle XIX | Barcelona C. Nou de la Rambla, 42 - c. Marquès de Barberà, 23-25            | 41° 22′ 40″ N, 2° 10′ 22″ E / 41.37778°N,2.17284°E   | IPA-52543 | Casa-fàbrica Ribes i Aimar (Barcelona) · Vegeu més fotos d'aquest monument · Carregueu una nova foto d'aquest monument                     |
| Fàbrica Martinon, Fàbrica Malibran, Casa-fàbrica Costa                              | BCIL 2000 | Obra popular 1857 | Barcelona C. Lluna, 14 - c. Guifré, 11                                      | 41° 22′ 52″ N, 2° 09′ 58″ E / 41.38118°N,2.16606°E   | IPA-52548 | Fàbrica Martinon (Barcelona) · Vegeu més fotos d'aquest monument · Carregueu una nova foto d'aquest monument                               |
| Magatzems Nadal                                                                     |           | Neoclassicisme XVIII | Barcelona C. Tàpies, 6                                                      | 41° 22′ 36″ N, 2° 10′ 16″ E / 41.37666°N,2.17106°E   | IPA-48977 | Magatzems Nadal (Barcelona) · Vegeu més fotos d'aquest monument · Carregueu una nova foto d'aquest monument                                |

## Altres monuments inventariats
Altres monuments inclosos a l'Inventari del Patrimoni Arquitectònic Català.
| Monument                                                                                | Protecció | Estil/època                                    | Localització                                             | Coordenades                                          | Codi?     | Imatge |
| --------------------------------------------------------------------------------------- | --------- | ---------------------------------------------- | -------------------------------------------------------- | ---------------------------------------------------- | --------- | --- |
| Edifici al carrer Bonsuccés, 6 (Barcelona)\|Edifici d'habitatges al carrer Bonsuccés, 6 |           | Barroc, obra popular XVIII (1788)              | Barcelona C. Bonsuccés, 6                                | 41° 23′ 04″ N, 2° 10′ 13″ E / 41.384458°N,2.170171°E | IPA-41158 | Edifici d'habitatges al carrer Bonsuccés, 6 (Barcelona) · Vegeu més fotos d'aquest monument · Carregueu una nova foto d'aquest monument      |
| Teatre Arnau                                                                            |           | Obra popular, arquitectura del ferro XX (1906) | Barcelona Av. Paral·lel, 60 - pl. de Raquel Meller       | 41° 22′ 31″ N, 2° 10′ 12″ E / 41.375228°N,2.170106°E | IPA-41235 | Teatre Arnau (Barcelona) · Vegeu més fotos d'aquest monument · Carregueu una nova foto d'aquest monument                                     |
| Torre Colon, Edifici Colon, Torre Marítima                                              |           | Darreres tendències XX                         | Barcelona Av. Drassanes, 6-8                             | 41° 22′ 35″ N, 2° 10′ 31″ E / 41.376464°N,2.175272°E | IPA-41323 | Torre Colon (Barcelona) · Vegeu més fotos d'aquest monument · Carregueu una nova foto d'aquest monument                                      |
| Cafè-bar Cèntric, Bar Cèntric-Canalla                                                   |           | XX                                             | Barcelona C. Ramelleres, 27                              | 41° 23′ 05″ N, 2° 10′ 05″ E / 41.384759°N,2.168143°E | IPA-42862 | Cafè-bar Cèntric (Barcelona) · Vegeu més fotos d'aquest monument · Carregueu una nova foto d'aquest monument                                 |
| Fleca Artesana                                                                          |           | XIX                                            | Barcelona C. Tallers, 2 - Rambla, 125                    | 41° 23′ 05″ N, 2° 10′ 13″ E / 41.384724°N,2.170180°E | IPA-42879 | Fleca Artesana (Barcelona) · Vegeu més fotos d'aquest monument · Carregueu una nova foto d'aquest monument                                   |
| Granja J. Viader, Granja M. Viader                                                      |           | XIX                                            | Barcelona C. Xuclà, 4-6                                  | 41° 22′ 59″ N, 2° 10′ 15″ E / 41.383058°N,2.170820°E | IPA-42881 | Granja Viader (Barcelona) · Vegeu més fotos d'aquest monument · Carregueu una nova foto d'aquest monument                                    |
| Herbolari Llansà                                                                        |           | XX                                             | Barcelona C. Elisabets, 18                               | 41° 22′ 59″ N, 2° 10′ 06″ E / 41.383172°N,2.168232°E | IPA-42883 | Herbolari Llansà (Barcelona) · Vegeu més fotos d'aquest monument · Carregueu una nova foto d'aquest monument                                 |
| Herboristeria Guarro                                                                    |           | XX                                             | Barcelona C. Xuclà, 23                                   | 41° 23′ 01″ N, 2° 10′ 10″ E / 41.383663°N,2.169553°E | IPA-42887 | Herboristeria Guarro (Barcelona) · Vegeu més fotos d'aquest monument · Carregueu una nova foto d'aquest monument                             |
| Bar Resolis                                                                             |           | XX                                             | Barcelona C. Riera Baixa, 22 - c. Picalquers, 7 bis      | 41° 22′ 49″ N, 2° 10′ 05″ E / 41.380407°N,2.167936°E | IPA-43039 | Bar Resolis (Barcelona) · Vegeu més fotos d'aquest monument · Carregueu una nova foto d'aquest monument                                      |
| Cereria Abella                                                                          |           | XIX                                            | Barcelona C. Sant Antoni Abat, 9                         | 41° 22′ 46″ N, 2° 09′ 56″ E / 41.379363°N,2.165551°E | IPA-43046 | Cereria Abella (Barcelona) · Vegeu més fotos d'aquest monument · Carregueu una nova foto d'aquest monument                                   |
| Bar el Pastís                                                                           |           | XX                                             | Barcelona C. Santa Mònica, 4                             | 41° 22′ 38″ N, 2° 10′ 31″ E / 41.377324°N,2.175159°E | IPA-43385 | Bar el Pastís (Barcelona) · Vegeu més fotos d'aquest monument · Carregueu una nova foto d'aquest monument                                    |
| Museu d'Art Contemporani de Barcelona, MACBA                                            |           | 1988                                           | Barcelona Pl. dels Àngels, 1                             | 41° 23′ 01″ N, 2° 10′ 00″ E / 41.38361°N,2.16667°E   | IPA-46076 | Museu d'Art Contemporani de Barcelona · Vegeu més fotos d'aquest monument · Carregueu una nova foto d'aquest monument                        |
| Habitatge al carrer del Carme i carrer d'en Roig                                        |           | 1988                                           | Barcelona C. Carme, 55-57 - c. d'en Roig, 28-38          | 41° 22′ 52″ N, 2° 10′ 06″ E / 41.38116°N,2.16835°E   | IPA-46082 | Habitatge al carrer del Carme i carrer d'en Roig (Barcelona) · Vegeu més fotos d'aquest monument · Carregueu una nova foto d'aquest monument |
| Edifici d'habitatges Guardiola                                                          |           | Noucentisme Joan Gordillo Nieto XX             | Barcelona C. Riera Alta, 51-59 - c. Bisbe Laguarda, 1-15 | 41° 22′ 49″ N, 2° 09′ 52″ E / 41.38034°N,2.16457°E   | IPA-49555 | Edifici d'habitatges Guardiola (Barcelona) · Vegeu més fotos d'aquest monument · Carregueu una nova foto d'aquest monument                   |
| Font del Carme (Barcelona)                                                              |           | Noucentisme Josep Goday Casals 1931            | Barcelona Pl. Joan Amades - c. Carme                     | 41° 22′ 53″ N, 2° 10′ 06″ E / 41.38136°N,2.16832°E   | IPA-51043 | Font del Carme (Barcelona) · Vegeu més fotos d'aquest monument · Carregueu una nova foto d'aquest monument                                   |